# José León Bojórquez
José León Bojórquez García (Hunucmá, 22 de septiembre de 1900 – Mérida, 8 de septiembre de 1960) fue un músico, compositor y director de orquesta mexicano. Destaca por sus canciones, marchas, jaranas, así como obra regional y sinfónica. Fue director de la Orquesta Típica de Yukalpetén.

## Biografía
Inicio en la música de la mano de Liborio Mezo y Manuel Cáceres, estudiando violín. En 1910 ingresó a la orquesta Cristal; en 1912 dio un concierto en el Teatro Peón Contreras. En enero de 1927, ya como director, estuvo a cargo de la zarzuela La marcha de Cádiz, en el Teatro Pedro Magaña. En Mérida, se integró a la orquesta como violín principal.
En 1942 fue incluido en la Orquesta Típica Yukalpetén y de la Banda de Música de Yucatán por Daniel Ayala Pérez. Más tarde dirigió ambas agrupaciones. En 1951, participó junto a la Orquesta Típica Yukalpetén, en la realización de la banda sonora de la película Deseada, de Roberto Gavaldón, en 1951.

## Obra
José León Bojórquez compuso obras de diversos géneros populares, particularmente danzones, boleros, jaranas, claves y otras, durante medio siglo de experiencia.
Entre sus obras destacan Quisiera ser, danza que tiene versos de José González Beytia y que fue galardonada con el primer lugar en un concurso del Club Rotario del año 1942. También realizó los boleros Dos dolores y Tú. Compuso una suite regional titulada Vieja noria, la cual incluye versos de Ermilo Padrón.
Su pieza Fantasía yucateca, para la Orquesta Sinfónica de Yucatán, fue realizada en 1944. Para la Orquesta Típica Yukalpetén, realizó la suite Tahil, la cual tiene versos de Rómulo Rozo.
Compuso varias jaranas, entre las que destacan Lea, Zapatero de Hunucmá y Mesticita linda. También realizó los boletos Amor de nuestra vida y Esquiva.

## Reconocimientos
Primer lugar en el concurso del Club Rotario de Mérida, por la danza Quisiera ser, en 1942.
En 2018, su boleto Dos dolores, con letra de Ermilo Padrón, fue incluido en la celebración del centenario del primero bolero mexicano, en el Palacio de la Música, en Mérida.
En 2019, sus restos fueron trasladados al Monumento a los Creadores de la Canción Yucateca, como reconocimiento del legado musical y orquestal de Yucatán. Asimismo se celebró un concierto en el Teatro José Peón Contreras, organizado por la Secretaría de la Cultura y las Artes del estado de Yucatán y la Sociedad Artística Ricardo Palmerín, como tributo.
La biblioteca pública de Hunucmá, lugar donde nació, lleva su nombre.